# Zakład Mikrobiologii Farmaceutycznej UM w Łodzi

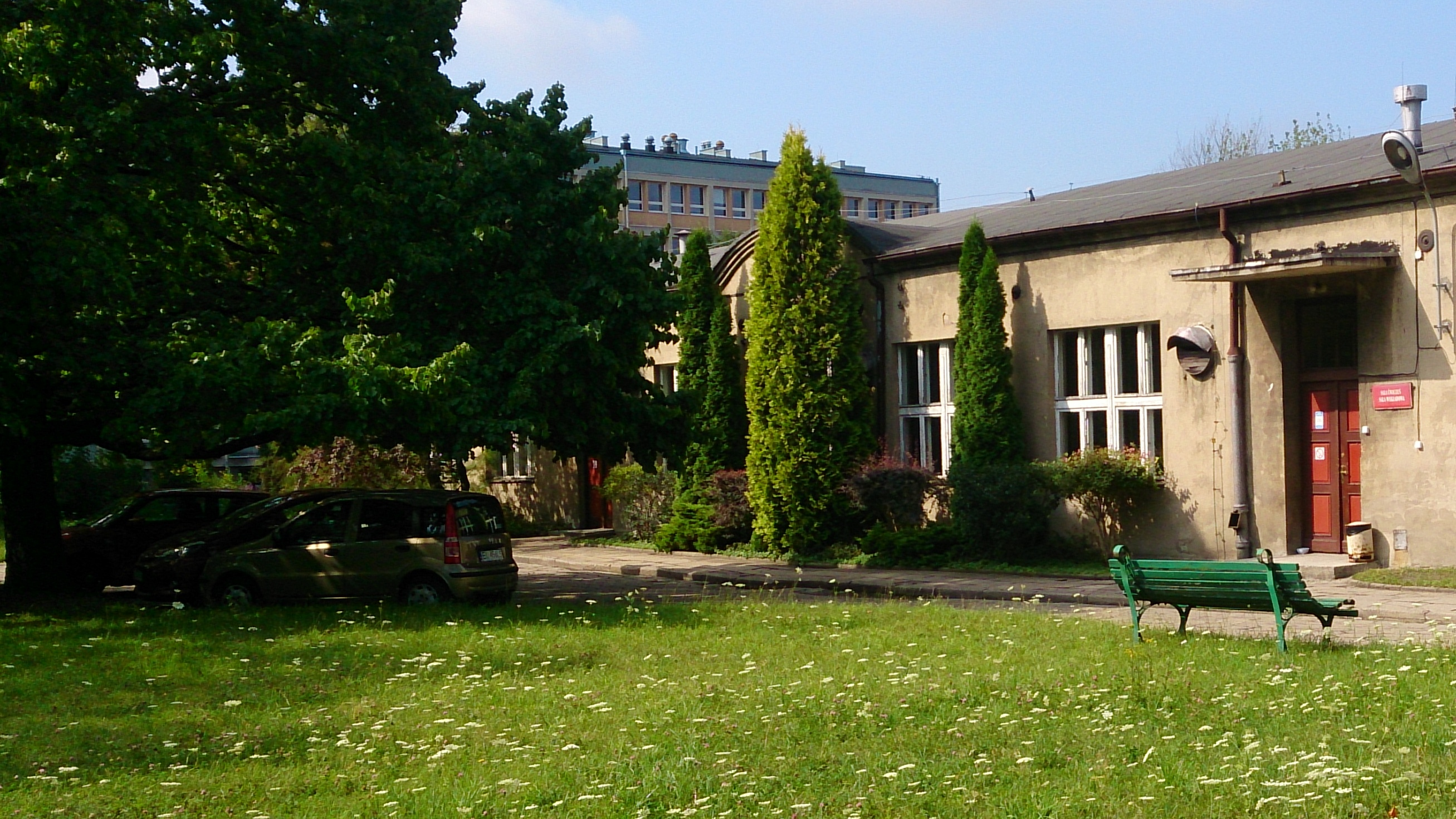
Zakład mieści się w budynku przy ul. Pomorskiej 137

Zakład Mikrobiologii Farmaceutycznej i Diagnostyki Mikrobiologicznej Uniwersytetu Medycznego w Łodzi – jednostka Uniwersytetu Medycznego w Łodzi, znajdująca się w strukturze Wydziału Farmaceutycznego i Katedry Biologii i Biotechnologii Farmaceutycznej, zajmująca się kształceniem studentów Farmacji, Analityki Medycznej, Kosmetologii oraz uczestników Studiów Podyplomowych i specjalizacji medycznych w zakresie mikrobiologii ogólnej, genetyki drobnoustrojów, mikrobiologii klinicznej i diagnostyki bakteriologicznej oraz lekooporności drobnoustrojów.
W Zakładzie prowadzone są badania naukowe dotyczące drobnoustrojów stanowiących potencjalne czynniki etiologiczne szpitalnych zakażeń oportunistycznych oraz nowych, odzwierzęcych, potencjalnych patogenów ludzi.
Zakład prowadzi działalność usługową dla aptek, innych placówek naukowych oraz ochrony zdrowia.

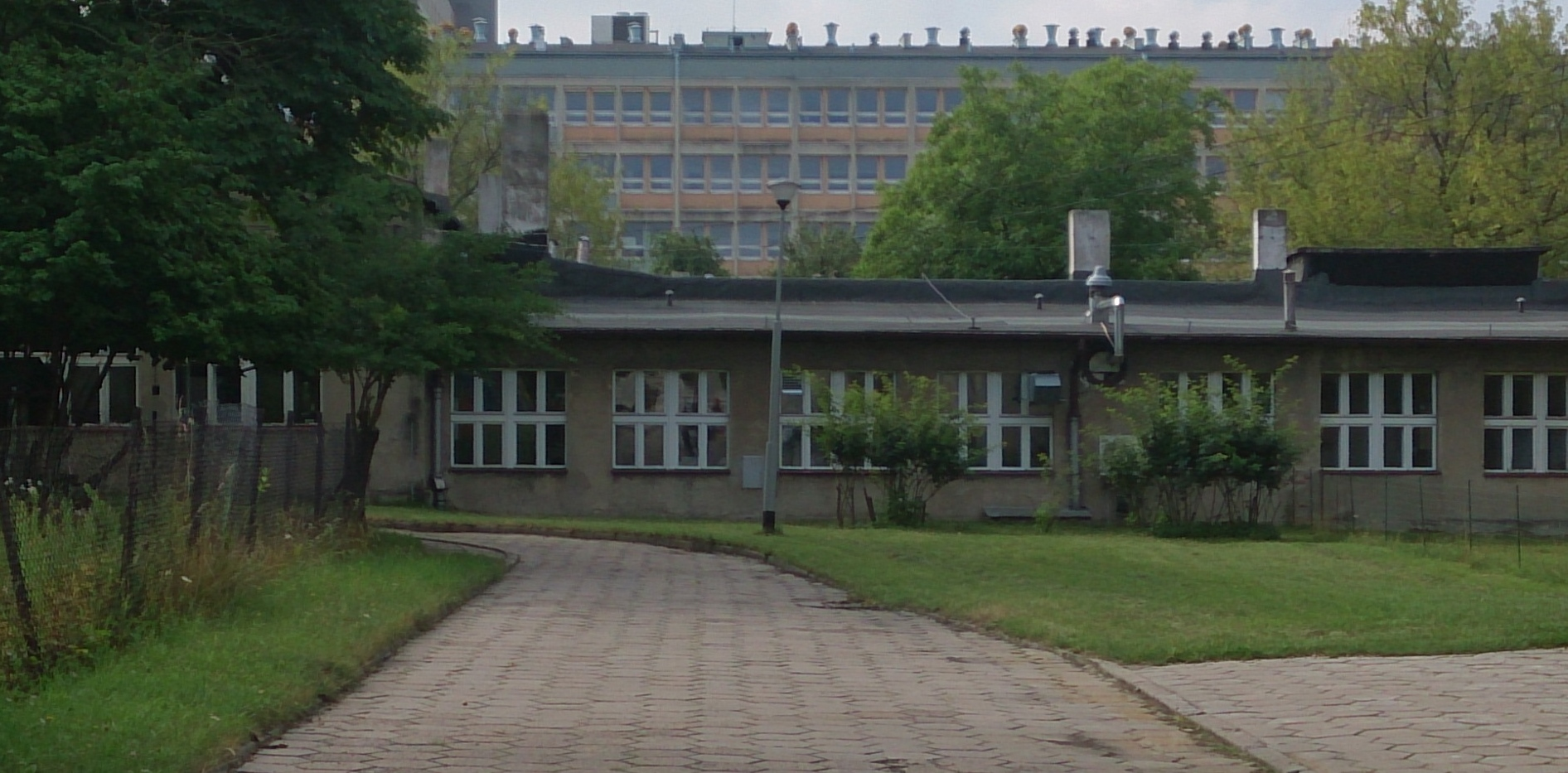
Widok od strony ul. Pomorskiej

## Historia
Zakład utworzony został w 1973 roku, w strukturach Akademii Medycznej w Łodzi. Jego organizatorem oraz promotorem nauczania mikrobiologii na Wydziale Farmaceutycznym AM był Jerzy Antoni Mikucki – kierownik tego Zakładu do roku 2000. Profesor był cenionym wykładowcą i twórcą pierwszego programu nauczania mikrobiologii na kierunku analityka medyczna.
Zgodnie z Uchwałą Senatu UM z dnia 19 grudnia 2013 roku Zakład Mikrobiologii Farmaceutycznej otrzymał nazwę: Zakład Mikrobiologii Farmaceutycznej i Diagnostyki Mikrobiologicznej.